# Coelichneumon latimodjongis
Coelichneumon latimodjongis är en stekelart som beskrevs av Heinrich 1934. Coelichneumon latimodjongis ingår i släktet Coelichneumon och familjen brokparasitsteklar. Inga underarter finns listade i Catalogue of Life.